# Zmarli w grudniu 2014

## Grudzień 2014
- 31 grudnia
  - Ryszard Gradziński – polski geolog[1]
  - Edward Herrmann – amerykański aktor, reżyser, scenarzysta[2]
  - Arthur Valerian Wellesley, 8. książę Wellington – brytyjski arystokrata i wojskowy[3]
- 30 grudnia
  - Robert Chambeiron – francuski polityk, uczestnik ruchu oporu, parlamentarzysta krajowy i europejski[4]
  - Yolande Donlan – amerykańsko-brytyjska aktorka[5]
  - Jim Galloway – kanadyjski saksofonista i klarnecista jazzowy[6]
  - Patrick Gowers – angielski kompozytor muzyki filmowej[7]
  - Marian Jurczyk – polski związkowiec i polityk, senator[8]
  - Luise Rainer – niemiecka aktorka[9]
- 29 grudnia
  - Edward Grzywa – polski chemik, minister przemysłu chemicznego i lekkiego[10]
  - Odd Iversen – norweski piłkarz[11]
  - Zbigniew Pitera – polski krytyk filmowy[12]
  - Frankie Randall – amerykański piosenkarz, tancerz, kompozytor, pianista, aktor i komik[13]
  - Joanna Maria Rybczyńska – polska artystka fotograf i malarka[14]
- 27 grudnia
  - Claude Frank – amerykański pianista muzyki klasycznej[15]
  - Jan Grandys – polski scenograf[16]
  - Ron Henry – angielski piłkarz[17]
  - Vlad Hogea – rumuński polityk, publicysta i historyk, członek Izby Deputowanych[18]
  - Tomaž Šalamun – słoweński poeta[19]
  - Bridget Turner – angielska aktorka[20]
- 26 grudnia
  - Stanisław Barańczak – polski poeta, tłumacz i krytyk literacki[21]
  - James B. Edwards – amerykański polityk, republikanin[22]
  - Giuseppe Pittau – włoski duchowny katolicki, arcybiskup[23]
  - Leo Tindemans – belgijski polityk, premier Belgii w latach 1974–1978[24]
- 25 grudnia
  - Alberta Adams – amerykańska wokalistka bluesowa[25]
  - Gleb Jakunin – rosyjski duchowny prawosławny, dysydent, bojownik o prawa wierzących w ZSRR[26]
  - Bernard Kay – angielski aktor[27]
  - Ihor Nadiejin – ukraiński piłkarz[28]
  - Ricardo Porro – francuski architekt pochodzenia kubańskiego[29]
  - Geoff Pullar – angielski krykiecista[30]
  - David Ryall – angielski aktor[31]
- 24 grudnia
  - Anna Cienciała – amerykańska historyk polskiego pochodzenia, profesor[32]
  - Buddy DeFranco – amerykański klarnecista jazzowy[33]
  - Gustaw Kerszman – polski mikrobiolog i genetyk żydowskiego pochodzenia[34]
  - Jewgienij Korolkow – rosyjski gimnastyk[35]
  - Henryk Kowal – powstaniec warszawski, żołnierz Batalionu „Zośka”[36]
  - Krzysztof Krauze – polski reżyser i scenarzysta filmowy[37]
  - Tadeusz Meisner – polski działacz państwowy i ekonomista, naczelnik i prezydent Rybnika (1973–1978)[38]
- 23 grudnia
  - Jeremy Lloyd – brytyjski aktor, scenarzysta filmowy i telewizyjny[39]
  - Jerzy Semkow – polski dyrygent[40]
- 22 grudnia
  - Joe Cocker – brytyjski wokalista rockowy i popowy[41]
  - Zygmunt Rutka – polski inżynier elektryk[42]
  - Joseph Sargent – amerykański reżyser oraz producent filmowy i telewizyjny[43]
  - Fritz Sdunek – niemiecki bokser oraz trener pięściarstwa m.in. Wołodymyra i Witalija Kłyczko, Felixa Sturma[44]
- 21 grudnia
  - Åke Johansson – szwedzki piłkarz[45]
  - Udo Jürgens – austriacki kompozytor i piosenkarz, zwycięzca konkursu Eurowizji 1966[46]
  - Billie Whitelaw – brytyjska aktorka[47]
- 20 grudnia
  - Derek Rencher – angielski tancerz baletowy[48]
- 19 grudnia
  - Philip Bradbourn – brytyjski polityk, eurodeputowany[49]
  - Arkady Brzezicki – polski działacz sportowy, wydawca[50]
  - Arthur Gardner – amerykański producent filmowy[51]
  - Igor Rodionow – rosyjski wojskowy, generał armii, polityk, minister obrony[52]
- 18 grudnia
  - Marian Kozłowski – polski zootechnik, poseł na Sejm RP, senator[53]
  - Virna Lisi – włoska aktorka[54]
  - Jan Strzałkowski – polski dziennikarz sportowy[55]
  - Ante Žanetić – chorwacki piłkarz[56]
- 17 grudnia
  - Vítor Manuel Trigueiros Crespo – portugalski polityk i admirał, gubernator Portugalskiej Afryki Wschodniej (1974–1975), minister ds. kooperacji (1975–1976)[57]
  - Stephen Hector Youssef Doueihi – libański biskup katolicki[58]
  - Danuta Szmit-Zawierucha – polska pisarka, varsavianistka[59]
- 16 grudnia
  - Ernie Terrell – amerykański bokser[60]
- 15 grudnia
  - Irena Jabłońska-Kaszewska – polska lekarka, specjalista chorób wewnętrznych, profesor[61]
- 14 grudnia
  - Franz Brunner – austriacki zapaśnik[62]
  - Irene Dalis – amerykańska śpiewaczka operowa, mezzosopran[63]
  - Louis Alphonse Koyagialo – kongijski polityk[64]
  - Henryk Mach – polski fizyk, profesor[65]
  - Anthony Pevec – amerykański biskup katolicki[66]
- 13 grudnia
  - Kazimierz Feliszewski – polski siatkarz, reprezentant Polski[67]
  - Janis Martin – amerykańska śpiewaczka operowa, sopran[68]
  - Andreas Schockenhoff – niemiecki polityk[69]
  - Phil Stern – amerykański fotograf[70]
- 12 grudnia
  - John Hampton – amerykański producent i inżynier dźwięku[71]
- 11 grudnia
  - Tom Adams – angielski aktor[72]
  - Michel duCille – amerykański fotoreporter[73]
  - Laszlo Varga – amerykański wiolonczelista pochodzenia węgierskiego[74]
- 10 grudnia
  - Zenon Adamczewski – polski leśnik i działacz kombatancki, żołnierz Armii Krajowej w czasie II wojny światowej[75]
  - Zijad Abu Ajn – palestyński polityk, minister[76]
  - Ralph Giordano – niemiecki pisarz[77]
- 9 grudnia
  - Jane Freilicher – amerykańska malarka[78]
  - Jean Marie Leye Lenelgau – polityk Vanuatu[79]
  - Jorge María Mejía – argentyński duchowny katolicki, kardynał[80]
  - Mary Ann Mobley – amerykańska aktorka, Miss America[81]
  - Lidia Mordkowicz – brytyjska skrzypaczka pochodzenia rosyjskiego[82]
  - Leszek Pasieczny – polski ekonomista[83]
  - Blagoje Paunović – serbski piłkarz[84]
  - Karl Otto Pöhl – niemiecki ekonomista[85]
  - Sheila Stewart – szkocka piosenkarka folkowa[86]
- 8 grudnia
  - Kazimierz Janusz – polski działacz opozycyjny w PRL[87]
  - Jerzy Koralewski – polski działacz opozycyjny w okresie PRL, po 1989 wielokrotnie poseł na Sejm RP[88]
  - Jan Laskowski – polski operator filmowy, reżyser filmów animowanych[89]
  - Knut Nystedt – norweski kompozytor, dyrygent i organista[90]
  - Jerzy Wilim – polski piłkarz[91]
  - Elmārs Zemgalis – amerykański szachista łotewskiego pochodzenia[92]
- 7 grudnia
  - Rex Firkin – brytyjski producent i reżyser telewizyjny[93]
  - Mango – włoski piosenkarz i autor piosenek[94]
  - Grahanandan Singh – indyjski hokeista na trawie[95]
  - Mikołaj Wasienin – radziecki wojskowy[96]
  - Ken Weatherwax – amerykański aktor[97]
- 6 grudnia
  - Ralph Baer – amerykański wynalazca i inżynier niemieckiego pochodzenia, jeden z pionierów przemysłu gier komputerowych[98]
  - Stanisław Kawula – polski pedagog społeczny[99]
  - Naftali Lau-Lawi – izraelski polityk[100]
- 5 grudnia
  - Fabiola de Mora y Aragon – belgijska królowa[101]
  - Virginio Ravanelli – włoski biblista i palestynolog[102]
  - Silvio Zavala – meksykański historyk[103]
- 4 grudnia
  - Claudia Emerson(inne języki) – amerykańska poetka[104]
  - Bob Montgomery – amerykański piosenkarz, autor tekstów, producent muzyczny i wydawca[105]
  - Gavril Nagy – rumuński piłkarz wodny[106]
  - Jan Połubiński – polski żużlowiec[107]
  - Kazimierz Świtoń – polski związkowiec, działacz opozycyjny, radiomechanik, polityk, poseł na Sejm RP[108]
  - Jeremy Thorpe – brytyjski polityk[109]
- 3 grudnia
  - Herman Badillo – amerykański polityk[110]
  - Jacques Barrot – francuski polityk, eurodeputowany, komisarz UE ds. transportu[111]
  - Nathaniel Branden – amerykański psycholog, pisarz[112]
  - Graeme Goodall – australijski inżynier dźwięku[113]
  - Sjef Janssen – holenderski kolarz szosowy[114]
  - Rafał Krupski – polski ekonomista, profesor Uniwersytetu Ekonomicznego we Wrocławiu[115]
  - Ian McLagan – angielski keyboardzista i gitarzysta rockowy[116]
  - Ray Williams – walijski trener i działacz rugby union[117]
- 2 grudnia
  - Jean Béliveau – kanadyjski hokeista[118]
  - Bobby Keys – amerykański saksofonista rockowy i jazzowy[119]
  - Nick Talbot – brytyjski wokalista i autor piosenek, muzyk zespołu Gravenhurst[120]
- 1 grudnia
  - Jewhen Swerstiuk – ukraiński publicysta i literaturoznawca, dysydent[121]

- data dzienna nieznana
  - Władysław Czyż – polski samorządowiec, prezydent Jastrzębia-Zdroju (1990–1994)[122]
  - Regina Pawłowska – polska działaczka związkowa i polityk, posłanka na Sejm II i III kadencji[123]